# Monster Philosophy
Monster Philosophy è il decimo album, pubblicato nel 2008, del gruppo musicale D-A-D. 

## Tracce
1. Revolution – 3:23
2. Nightmares In The Daytime – 3:56
3. Too Deep For Me – 4:10
4. Beautiful Together – 3:18
5. Monster Philosophy – 3:37
6. Milk And Honey – 4:13
7. You Won't Change – 3:29
8. If You Had A Head – 2:46
9. I Am The River – 4:09
10. Chainsaw – 3:21
11. Money Always Takes The Place Of Life – 4:02
12. Nightstalker – 6:05
13. If I Succeed – 4:19

## Formazione
- Jesper Binzer - voce, chitarra
- Jacob Binzer - chitarra
- Stig Pedersen - basso
- Laust Sonne - batteria